# Шаповалов Святослав Ігорович
Святослав Ігорович Шаповалов (нар. 24 червня 1997) — український футболіст, захисник СК "Полтава".

## Життєпис
Святослав Шаповалов народився 24 червня 1997 року. В ДЮФЛУ виступав у складі дніпропетровського «Дніпра» (2009—2010) та донецького «Шахтаря» (2011—2014). Перший професіональний контракт підписав у 2014 році, в складі якого виступав до 2016 року. Проте за головну команду дніпропетровців не зіграв жодного поєдинку, натомість у молодіжній першості за «Дніпро» зіграв 37 матчів та відзначився 2-ма голами. 2015 року на правах оренди перейшов до дніпропетровського «Інтера», який на той час виступав в обласному чемпіонаті. У футболці «Інтера» зіграв 10 матчів.
Сезон 2016/17 років розпочав у футболці ФК «Тернопіль». У футболці городян дебютував 4 вересня 2016 року в програному (0:2) домашньому матчі першої ліги чемпіонату України проти чернігівської «Десни». Святослав вийшов на поле в стартовому складі та відіграв увесь поєдинок, а на 90+2-ій хвилині отримав жовту картку. Загалом у футболці «Тернополя» в першій лізі чемпіонату України зіграв 11 матчів, ще 1 поєдинок провів у кубку України.
З 2017 року захищав кольори столичного «Оболонь-Бровар».